# Hussain Fazal
Hussain Fazal (* 21. Oktober 1906; † unbekannt) war ein afghanischer Hockeyspieler.
Hussain Fazal nahm mit der afghanischen Hockeynationalmannschaft an den Olympischen Spielen 1936 in Berlin teil. Die Mannschaft beendete ihre Vorrundengruppe auf dem zweiten Platz. Dies reichte jedoch nicht zur Qualifikation für das Halbfinale. In der Trostrunde, die keinen Einfluss mehr auf die Endplatzierung hatte, gewann Afghanistan seine beiden Spiele gegen Belgien (4:1) und die Vereinigten Staaten (3:0).